# 波尔泰 (比利牛斯-大西洋省)
波尔泰（法語：Portet）是法国比利牛斯-大西洋省的一个市镇，属于波城区（Pau）加尔兰县（Garlin）。该市镇总面积7.89平方公里，2009年时的人口为170人。

## 人口
波尔泰人口变化图示